# Chiquinquirá (La Cañada de Urdaneta)
Pour les articles homonymes, voir Chiquinquira.
Chiquinquirá est l'une des cinq paroisses civiles de la municipalité de La Cañada de Urdaneta dans l'État de Zulia au Venezuela. Sa capitale est La Ensenada.